# Crooked Creek Township (Missouri)
Crooked Creek Township est un township du comté de Bollinger dans le Missouri, aux États-Unis,. En 2010, sa population s'élève à 1 234 habitants. Fondé en 1872, il est baptisé en référence à une rivière du même nom, au cours irrégulier.

## Source de la traduction
- (en) Cet article est partiellement ou en totalité issu de l’article de Wikipédia en anglais intitulé « Crooked Creek Township, Bollinger County, Missouri » (voir la liste des auteurs).